# Un dramma borghese
Pour plus de détails, voir Fiche technique et Distribution.
Un dramma borghese est un film dramatique italien réalisé par Florestano Vancini, sorti en 1979.
Il s'agit d'une adaptation du roman éponyme de Guido Morselli, paru en 1978, dont le thème principal est un amour incestueux entre un père et sa fille.

## Synopsis
Guido, veuf et correspondant d'un journal italien en Allemagne, décide de retirer sa fille de 16 ans, Mimmina, du pensionnat. Père et fille se retrouvent à Lugano après des années où ils n'ont jamais vécu ensemble. Le voyage est immédiatement interrompu par une crise de rhumatisme qui les enferme tous deux dans un hôtel. La cohabitation forcée dans un espace confiné met leur relation à l'épreuve. L'affection de leur fille prend des traits intrusifs, presque malsains ; Guido, quant à lui, n'est pas du tout préparé à son rôle de père et est conditionné par le souvenir de Carla, la mère de Mimmina, morte dans un accident de voiture auquel la jeune fille attribue ses intentions suicidaires. Thérèse, une amie de Mimmina mais plus forte et plus mûre qu'elle, vient leur rendre visite à l'hôtel et Guido, obsédé par les attentions de plus en plus grandes de sa fille, entame une liaison avec elle pour échapper à l'inceste. Mimmina découvre la liaison et la tragédie s'ensuit.

## Fiche technique
- Titre original italien : Un dramma borghese[4],[5],[6]
- Réalisation : Florestano Vancini
- Scénario : Lucio Battistrada (it), Fiorenzo Mancini (it), Florestano Vancini, d'après le roman éponyme de Guido Morselli, paru en 1978[1].
- Photographie : Alfio Contini
- Montage : Nino Baragli
- Musique : Riz Ortolani
- Décors : Fiorenzo Senese (it)
- Production : Gianni Minervini, Antonio Avati, Franco Nero
- Sociétés de production : A.M.A. Film
- Pays de production :  Italie
- Langue de tournage : italien
- Format : couleurs
- Genre : film dramatique
- Durée : 104 minutes
- Dates de sortie : 
  - Italie : 27 août 1979 (Mostra de Venise 1979) ; 31 août 1979 (sortie nationale)

## Distribution
- Franco Nero : Guido
- Dalila Di Lazzaro : Thérèse
- Lara Wendel : Mimmina
- Carlo Bagno : Dr Vanetti
- Felicita Monfrone : femme de chambre
- Silvio Pascorelli : porteur